# Peter Schubert (Fußballtrainer)
Hans-Peter Schubert (* 14. Juni 1966 in Neckarsulm) ist ein deutscher Fußballtrainer.

## Trainerlaufbahn
Schubert war von 2002 bis 2005 Nachwuchskoordinator beim SK Sturm Graz. In der Saison 2005/06 arbeitete er als Co-Trainer beim FC Admira Mödling. Nach dem Abstieg wurde er in der darauf folgenden Saison 2006/07 beim Grazer AK Konditionstrainer. Im Januar 2008 kam er zum VfB Lübeck und wurde dort zu Beginn der Saison 2008/09  Cheftrainer. 2009 und 2010 gewann er mit dem VfB den SHFV-Pokal und sicherte sich so zweimal die Teilnahme am DFB-Pokal. Im DFB-Pokal 2009/10 gelang es Schubert, als Viertligist den damaligen Erstligisten 1. FSV Mainz 05 mit einem 2:1 nach Verlängerung zu besiegen und mit dem VfB in die zweite Runde des Pokals einzuziehen. Am 7. November 2011 trat Schubert nach acht Spielen ohne Sieg von seinem bis 2013 laufenden Vertrag zurück.
Nach der Entlassung von Ralf Aussem im September 2012 übernahm er als Interimstrainer Alemannia Aachen. Schon am 10. September 2012 übernahm René van Eck. Schubert kehrte zur Reserve der Alemannia zurück, die er seit Juli 2012 betreut hatte. Am 3. Juni 2013 wurde Schubert neuer Cheftrainer. Sein Assistent ist der frühere Profi der Alemannia, Reiner Plaßhenrich.
Am 17. Mai 2015 verkündete Schubert seinen Rücktritt als Cheftrainer von Alemannia Aachen zum Saisonende und verlässt damit nach drei Jahren die Alemannia. Sein Nachfolger wurde Christian Benbennek.
Zum 1. Juli 2016 wurde Schubert Sportlicher Leiter bei Eutin 08.

## Erfolge
- SHFV-Pokal-Sieger: 2009, 2010
- DFB-Pokal: 2. Runde – 2009/2010